# Il ministero delle camminate strambe

L'impiegato (John Cleese) si reca al Ministero delle camminate strambe sfoggiando la sua particolare andatura.

Il ministero delle camminate strambe (The Ministry of Silly Walks) è uno sketch del Monty Python's Flying Circus trasmesso nella prima puntata della seconda serie. Probabilmente questo sketch è una citazione dell'umorismo fisico di Max Wall, probabilmente nel personaggio di Professor Wallofsky. Nel doppiaggio italiano, lo sketch era intitolato Il ministero delle camminate beote, ma nel rilascio in DVD il titolo venne cambiato in quello attuale.

## Lo sketch
Lo sketch inizia con un impiegato del fittizio "Ministero delle camminate strambe" (John Cleese) che, dopo essere uscito da una tabaccheria, si dirige al lavoro con una camminata molto stramba. Appena entrato nel suo ufficio dove lo aspetta il cliente Arthur Pewty (Michael Palin) che dice di avere una camminata stramba e che vorrebbe che il governo lo aiutasse a migliorarla. L'impiegato gli chiede di fargliela vedere e Pewty comincia a fare una "leggera" camminata stramba.
L'impiegato gli dice che la sua camminata non è molto stramba e, mentre cammina in modo strambo per tutta la stanza, gli dice che il governo ha speso più soldi per la Sicurezza Sociale invece che nel Ministero delle camminate strambe. Dopo aver fatto questo discorso, l'impiegato chiede a Pewty se vuole un caffè e, dopo che Pewty ha risposto di sì, l'impiegato chiama la sua segretaria che porta ai due, zoppicando, un vassoio con delle tazzè di caffè. L'impiegato, dopo aver dato un'occhiata alle tazze rovesciate a causa dello zoppicare della segretaria, la ringrazia e alla fine mostra a Pewty un filmato sulle camminate strambe.
Segue lo sketch La Marche Futile.

## Monty Python Live at the Hollywood Bowl
Venne fatta anche una breve versione per il film Monty Python Live at the Hollywood Bowl dove la parte della segretaria è interpretata da Carol Cleveland. In questa versione dello sketch, la segretaria si esibisce in una camminata all'indietro e, non si sa se volontariamente o involontariamente, fa un balzo per voltarsi verso Cleese, rovesciando le tazze di caffè nel vassoio.